# El festín de Baltasar (Rembrandt)
El festín de Baltasar es un cuadro pintado en 1635 por Rembrandt. Se exhibe en la National Gallery de Londres.
El tema de la obra es un episodio del Libro de Daniel. El rey Baltasar de Babilonia celebra un banquete en el que los comensales toman bebidas y comen en cuencos y vasos saqueados del templo de Jerusalén por Nabucodonosor, durante la conquista de la capital de los judíos que condujo a la cautividad de Babilonia.
En medio del festín surge una misteriosa mano que escribe un enigmático mensaje en la pared: mene, mene, tekel, ufarsin (מְנֵא מְנֵא תְקֵל וּפַרְסֵין, "una mina, un siclo y dos medias minas"). Nadie, salvo Daniel, pudo interpretarlo ("mene, ha contado Dios tu reino y le ha puesto fin; tekel, has sido pesado en la balanza y hallado falto de peso; ufarsin, ha sido roto tu reino, y dado a los medos y persas).
La obra está firmada y fechada "Rembrandt, 1635 F." y refleja influencia de la pintura de Rubens y Caravaggio.
Es un tema recurrente en varias obras de artistas como el italiano Luigi Crespi o el pintor español Juan Carreño de Miranda.

## Análisis
El cuadro responde a la pretensión de Rembrandt por establecerse como un pintor reconocido de grandes pinturas de historia al estilo barroco. Las figuras no pretenden reflejar una belleza ideal, sino mostrarse de forma realista, con arrugas e imperfecciones, y una gran expresividad (mostrando sorpresa y asombro en ojos y rostros) y gestualidad de todo el cuerpo, intentando capturar el momento en el que los asistentes al festín advierten, aterrorizados, el milagro de la escritura en la pared.
El tratamiento de la luz y las sombras se hace con la técnica del claroscuro, destacando detalles de los rostros o el manto real y ocultando otras partes para que no distraigan innecesariamente la atención. La textura del óleo y la potencia y dirección de la pincelada están también sutilmente estudiadas, permitiendo definir los efectos deseados de atmósfera y movimiento.
Se emplean elementos iconográficos para transmitir un complejo mensaje moral y bíblico. La mano que escribe en la pared es masculina, para representar con claridad la mano de Dios. El vaso profanado acaso sea una configuración que aluda al cáliz eucarístico. Los tonos dorados aluden a la riqueza de Babilonia.
La composición evidencia una planificación organizada. Se pretende concentrar la atención en la figura central (Baltasar), de pose dramática. La luz, proveniente de las letras escritas en la pared, se refleja en los ojos de las figuras, la capa real y los vasos. Las líneas de tensión y las miradas se dirigen en diagonal al ángulo superior derecho.
Rembrandt vivía en el barrio judío de Ámsterdam y allí obtuvo un libro hebreo de uno de sus amigos, el rabino e impresor Menasseh Ben Israel, de donde extrajo los caracteres que usó en su cuadro; no obstante, lo hizo incorrectamente, al disponerlos en columnas en vez de derecha a izquierda, como corresponde a ese tipo de escritura. Ese error, de ser consciente, podría significar una referencia a la tradición judía que cuenta que la escritura solo pudo ser interpretada por Daniel porque estaba escrita verticalmente, para que nadie más la entendiera.
Se ha señalado la posibilidad de que el dramatismo y la gestualidad de la escena estuvieran influenciados por las representaciones teatrales, que se habían convertido en un importante espectáculo en la Holanda del siglo XVII.

## Robo
En 1834 el cuadro fue robado a su entonces propietario, Charles Everingham, un marchante del barrio londinense de Bride Lane. El autor del robo fue Frederick Worseldine, hijo de John Worseldine, un huésped de Charles Everingham. El cuadro fue llevado a la tienda de Mr. Russell, donde Frederick quiso empeñarlo por ocho chelines. Sospechando que la pintura fuera robada, se dio aviso a la policía, y Frederick fue detenido, juzgado y condenado a la deportación a Tasmania.